# Соколова (Винницкая область)
Соколо́ва (укр. Соколова) — село на Украине, находится в Хмельницком районе Винницкой области.
Код КОАТУУ — 0524886801. Население по переписи 2001 года составляет 790 человек. Почтовый индекс — 22009. Телефонный код — 4338.
Занимает площадь 1,8 км².

## Адрес местного совета
22009, Винницкая область, Хмельницкий р-н, с. Соколова, ул. Ленина, 42